# Gmelinoides
Gmelinoides é um género de crustáceos anfípodes de água doce da família Micruropodidae.
O género é nativo da Sibéria e faz parte da radiação do anfípode do Lago Baikal, mas também foi introduzido na Europa.

## Espécies
- Gmelinoides fasciatoides (Gurjanova, 1929)[1]
- Gmelinoides fasciatus (Stebbing, 1899)[1]